# 駐日アイスランド大使館
駐日アイスランド大使館（アイスランド語: Sendiráð Íslands í Japan、英語: Embassy of Iceland in Japan）は、アイスランドが日本の首都東京に設置している大使館である。当館の地下1階に、アイスランド航空やエア・グリーンランドなど計3社の航空会社の日本総代理店である株式会社ヴァイキングが入居。
2001年に開設された。

## 所在地
- 住所：〒108-0074 東京都港区高輪4-18-26[2]
- アクセス：JR品川駅高輪口

## 大使
2025年6月24日より、ラグナル・ソルバルダルソンが臨時代理大使を務めている。

## ギャラリー

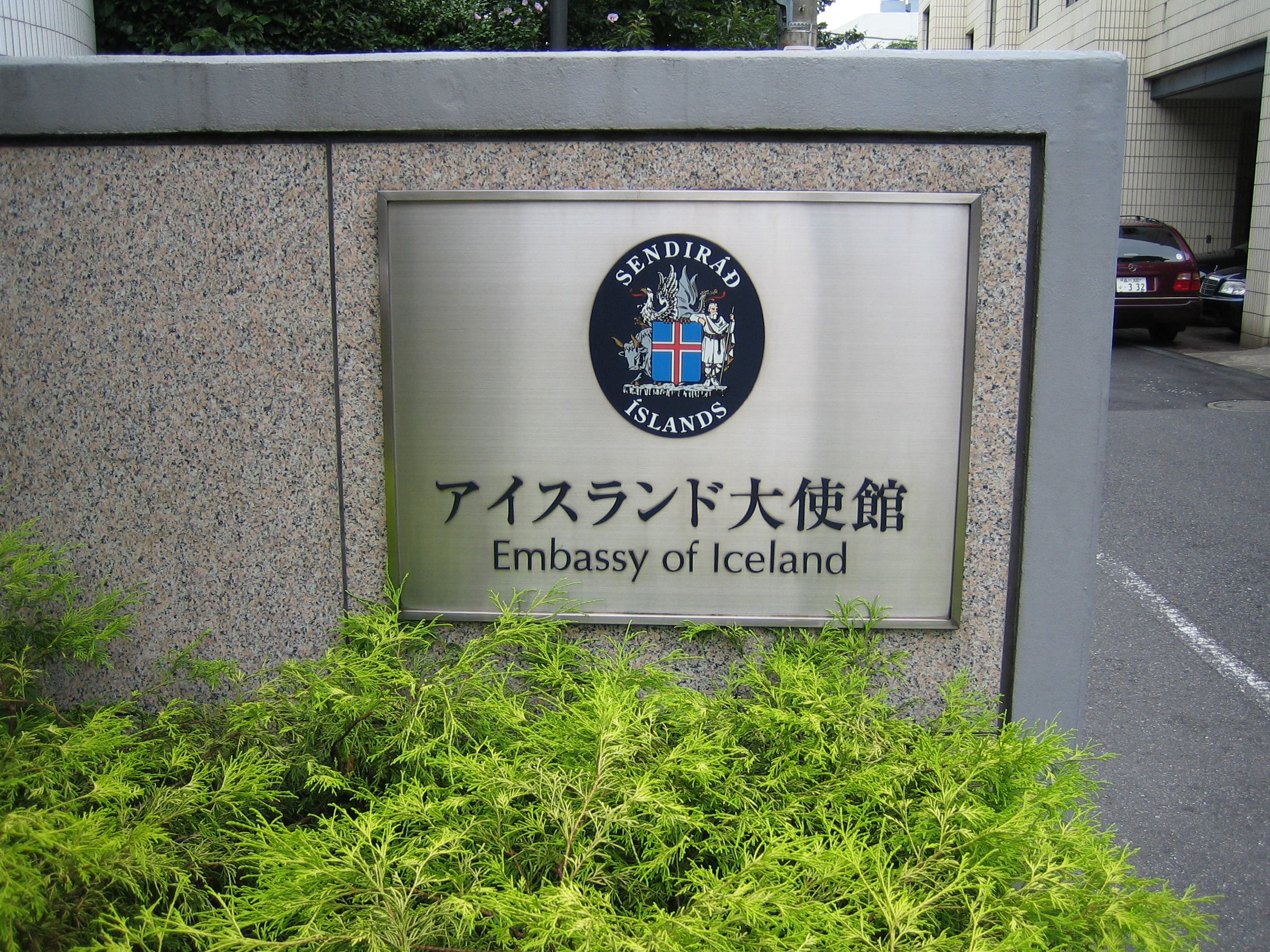
アイスランド大使館の表札
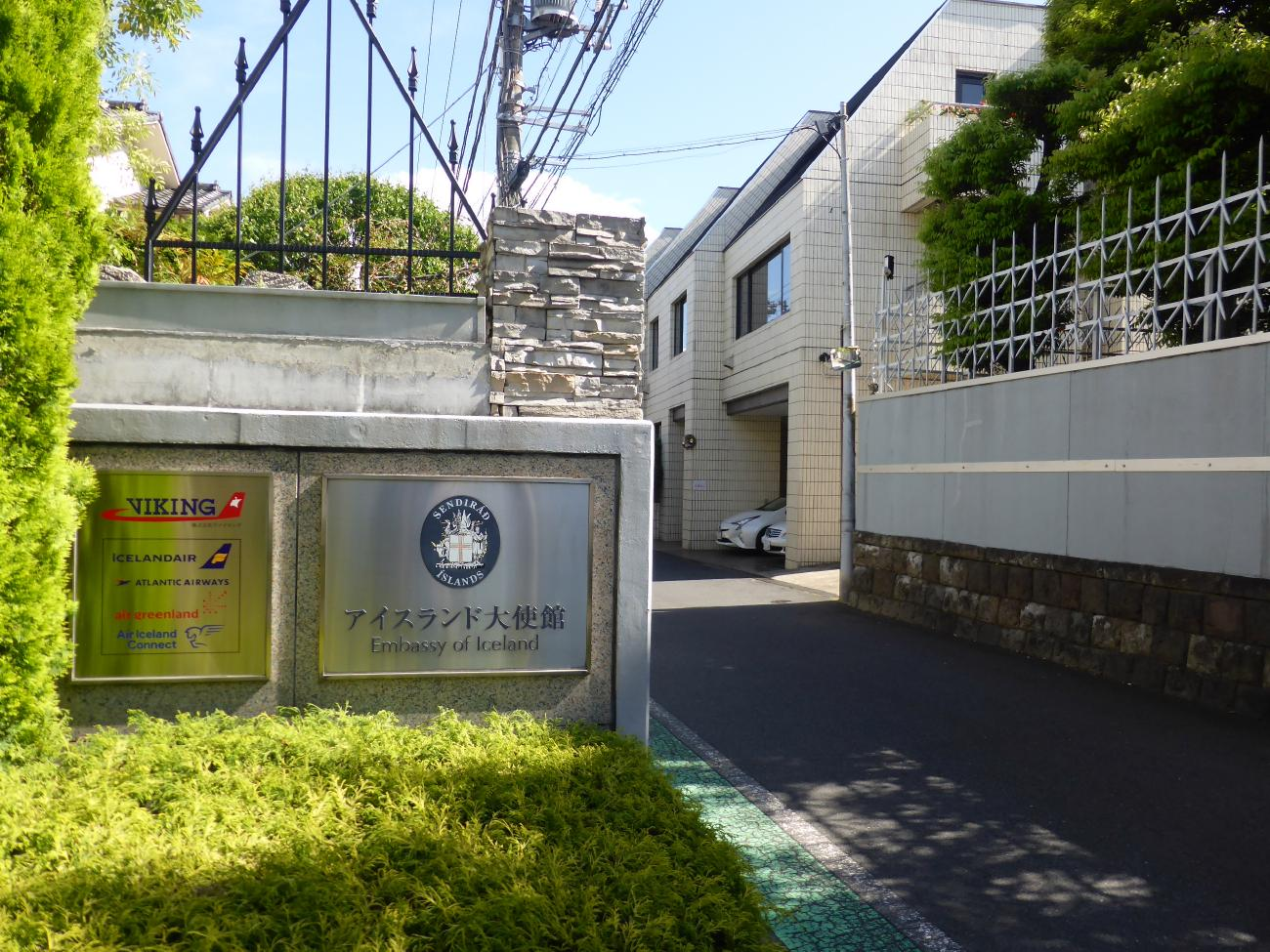
アイスランド大使館と航空総代理店の表札
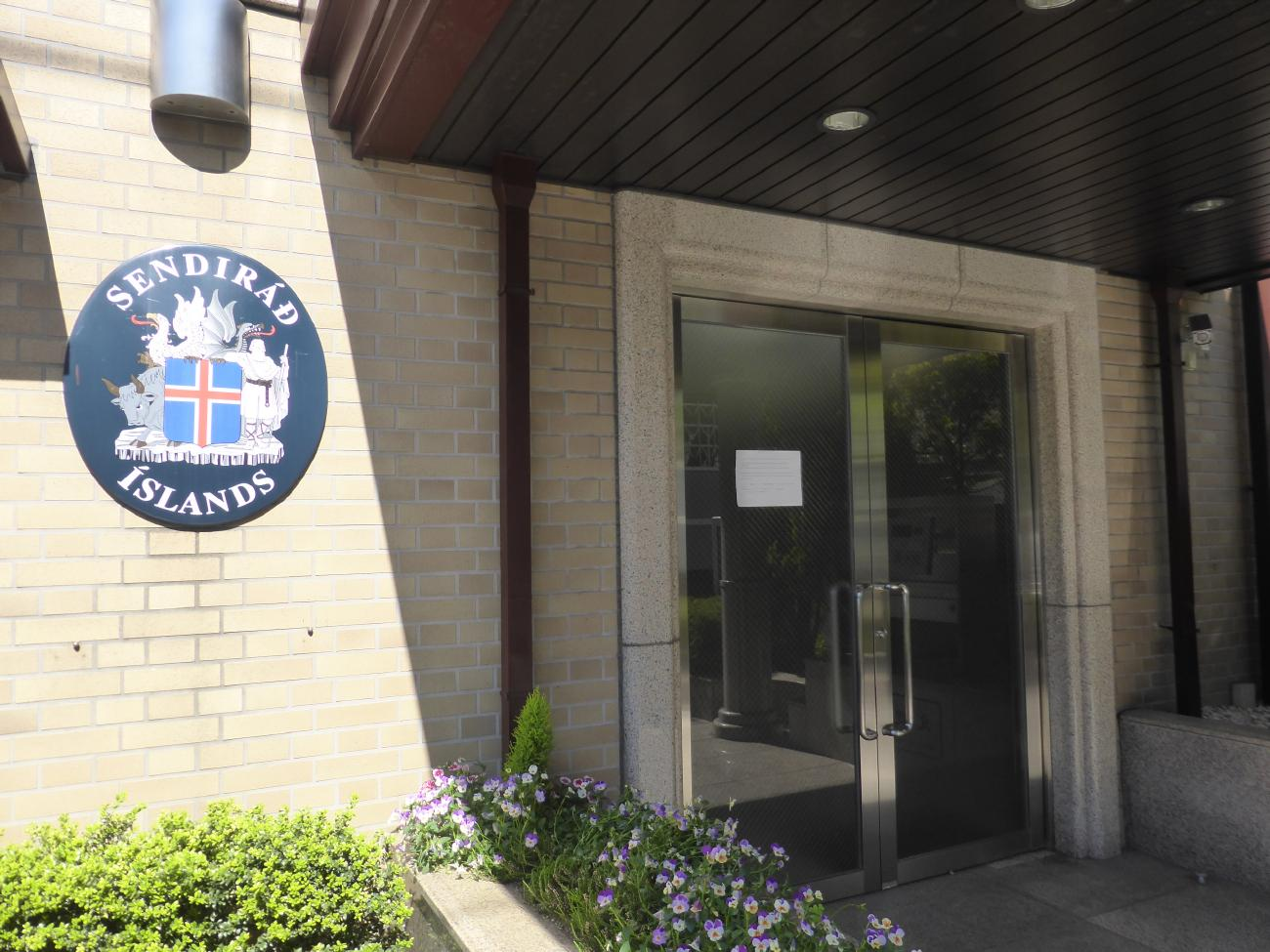
アイスランド国章